# بدر 3 (صاروخ)
صاروخ بدر 3 هو صاروخ مُطوَّر صُنعَ في قطاع غزة في فلسطين من قِبل سرايا القدس الجناح العسكري لحركة الجهاد الإسلامي وقد استُخدم أول مرة في صد العدوان الإسرائيلي على غزة في الخامس من أيّار/مايو 2019 حيثُ نجحت السرايا عبره في الرد على الاحتلال من خِلال قصفِ عسقلان.

## خلفيّة
بدأ تطوير الصاروخ في عام 2019 في إيران تحت إشراف المديرية الفنية للإنتاج العسكري التابعة لقوات الحشد الشعبي وفيلق القدس، ثم أنتج وصدر في المقام الأول كجزء من ترسانة الصواريخ الفلسطينية، والتي يعتبر المستخدم الرئيسي لها سرايا القدس التابعة لحركة الجهاد الإسلامي الفلسطينية.

## ميزات
في بيانها قالت سرايا القُدس الجناح العسكري لحركة الجهاد الإسلامي إنّ صاروخ بدر 3 قادرٌ على حمل مواد متفجرة بزنةِ 350 كيلو جرامًا وبطول 3 أمتار كما يُطلق 1400 شظية مما يُوسِّع من قدرته على إتلاف المنشآت والمنازل بالقرب من نقطة الانفجار التي يسقط فيها مخلفاُ أضرار كبيرة في المكان المستهدف. وللصاروخ ميزة أخرى مهمة، وهي أنه لا ينفجر عندما يضرب الهدف، ولكن عندما يكون فوق الهدف بنحو 20 متراً.

## الاستعمال
استُعملَ صاروخ بدر 3 لأوّل مرة في الخامس من أيّار/مايو 2019 حينما تمّ إطلاقه تجاه مدينتي نتيفوت وعسقلان التي تبعد حوالي 20 كم عن قطاع غزة وذلك لصدّ الهجوم الذي شنّه جيش الاحتلال على القطاع.
وتم استخدامه بعد ذلك في معركتي صيحة الفجر التي جاءت ردا على اغتيال مسؤول الفيلق الشمالي في سرايا القدس الشهيد: بهاء أبو العطا ومعركة بأس الصادقين التي جاءت رداً على اغتيال الشهيد محمد الناعم.